# Saskia Meijer
Saskia Meijer (8 februari 1979) is een voormalige Nederlandse meerkampster. Ze werd viermaal Nederlands kampioene op deze discipline (tweemaal outdoor en tweemaal indoor). Haar grootste overwinning was haar Europese jeugdtitel op de zevenkamp in 1997.

## Biografie

### Bovengemiddeld talent
Reeds vroeg in haar atletiekloopbaan gaf Meijer er blijk van over bovengemiddelde talenten te beschikken. Vooral haar hoogspringprestaties vielen in die periode op. Dat leidde ertoe dat zij reeds als eerstejaars B-junior, dat wil zeggen op 16-jarige leeftijd, deelnam aan haar eerste grote toernooi, de Europese jeugdkampioenschappen in het Hongaarse Nyíregyháza. Met een sprong van 1,73 m kwam Meijer daar niet verder dan de kwalificatieronde. Een tegenvaller, dat wel, want nog geen twee maanden ervoor had ze in Emmeloord met een sprong over 1,85 m het nationale jeugdrecord geëvenaard. Maar haar eerste internationale ervaring had ze in elk geval te pakken.
Het volgende jaar werd tweedejaars B-junior Meijer al vroeg in het seizoen tweede bij de nationale meerkampkampioenschappen voor senioren. Haar daar behaalde puntentotaal van 5269 op de zevenkamp werd goed genoeg bevonden om vervolgens deel te nemen aan de wereldkampioenschappen voor junioren in Sydney. Daar kwam ze met een zeer verdienstelijke zesde plaats en een puntentotaal van 5352 al veel beter uit de verf dan in Hongarije.

### Europees jeugdkampioene zevenkamp
Haar grootste internationale succes boekte Meijer evenwel in 1997: bij de Europese jeugdkampioenschappen in de Sloveense stad Ljubljana veroverde ze op de zevenkamp de gouden medaille. Met 5882 punten versloeg ze de Russische Yelena Chernyavskaya (zilver; 5827 p) en de Duitse Sonja Kesselschläger (5753 p). Het was voor het eerst dat een Nederlandse bij deze kampioenschappen op dit zware atletiekonderdeel de hoogste prijs in de wacht sleepte. Verder was de studente in de biomedische gezondheidswetenschappen dat jaar ook nog betrokken bij een recordverbetering: op 31 mei 1997 maakte ze deel uit van het team van AV '34, dat in Lisse op de 4 × 400 m estafette het Nederlandse juniorenrecord voor clubteams verbeterde tot 3.46,81.

### Tegenslag
In 1998, haar laatste juniorenjaar, stokte Meijers progressie. Zoals zo vaak lag een blessure hieraan ten grondslag. Het begon eigenlijk al bij de internationale meerkamp in Götzis. Weliswaar wist ze haar puntentotaal verder op te schroeven tot 5914 punten, een nieuw nationaal jeugdrecord, maar dat ging bepaald niet op een schoen en een slof. Of eigenlijk juist wel. Op het afsluitende nummer, de 800 m, verloor ze al na 80 meter een van haar spikes. "Op een spike en een sok ben ik verder gegaan. Daardoor was mijn voet helemaal stukgelopen. De huid was zelfs een beetje weg. Ik heb toen al gelijk tot de NK Junioren niet meer zo erg veel kunnen trainen. Ik heb daar ook alleen maar kogel gestoten. Dus dat was eigenlijk al jammer."
Nog meer ellende volgde. Begin juli, tijdens de Europa Cup Meerkamp Super League in Tallinn, sloeg het noodlot toe. Op het eerste onderdeel, de horden, scheurde Meijer haar hamstrings. Het was drie weken voor de wereldkampioenschappen voor junioren in Annecy, het toernooi waarop haar hele seizoen gericht was geweest.

### Verloren jaar ondanks meerkamptitels
De daaropvolgende winter was er opnieuw sprake van tegenslag; een voetblessure speelde haar parten. Toch waren Meijers verwachtingen voor 1999 hooggespannen. Ze wilde in Götzis opnieuw goed presteren en deelname aan de Europese kampioenschappen voor atleten onder 23 jaar in Göteborg stond eveneens hoog op haar agenda. Haar eerste prestaties dat jaar boden, ondanks de door de blessure opgelopen trainingsachterstand, best wel perspectief. Zo veroverde zij eind februari haar eerste seniorentitel door in Den Haag indoorkampioene te worden op de vijfkamp met 3926 punten, ook al was de tegenstand minimaal. Toen echter het zomerseizoen van start ging, viel de werkelijkheid bitter tegen. In Götzis kreeg ze dijbeenklachten, waardoor ze na de eerste dag moest opgeven. Die blessure bleek tevens fnuikend voor haar kansen op Göteborg, welk toernooi ze dan ook met lede ogen aan zich voorbij zag gaan. Weliswaar leverde ze in juli in Huddinge tijdens de Europa Cup Meerkamp met 5422 punten nog een redelijke meerkamp af en werd ze voor de eerste maal ook outdoor meerkampkampioene bij de senioren, maar uiteindelijk was 1999 toch min of meer een verloren jaar.

### Weg omhoog ingezet
De teleurstellingen en blessureperikelen van de voorbije jaren dreunden door tot ver in 2000 en aanvankelijk liet Meijer zich op belangrijke wedstrijden slechts sporadisch zien. Ze beperkte zich tot enkele kogelstoot-optredens en pas op de Nederlandse baankampioenschappen waagde ze zich weer aan een 100 m horden. Het leverde haar een verdienstelijke vierde plaats op in 14,56. Echt menens werd het pas weer eind augustus, toen zij haar meerkamptitel van het jaar ervoor wist te prolongeren met een alleszins respectabele score van 5764 punten. Ten slotte rondde ze het seizoen af met een vertesprong van 5,82 m tijdens de Arena Games in Hilversum in september.
In het hieropvolgende indoorseizoen werkte ze in januari 2001 in twee opeenvolgende weekends een vijfkamp af: één op het NK meerkamp in Zuidbroek, waarop ze haar tweede titel binnenhaalde en een week later bij een meerkampinterland in Praag, waar ze 12e werd met 3889 punten. De Nederlandse vrouwenploeg, die verder bestond uit Frenke Bolt (4e met 4075 p.), Ottelien Olsthoorn (5e met 4062 p.) en Yvonne Wisse (8e met 3990 p.) eindigde hier achter Groot-Brittannië op een verdienstelijke tweede plaats. Ook nam Meijer weer deel aan het NK indoor in Gent. Een bronzen medaille bij het kogelstoten en een 6e plaats op de 60 m horden waren het resultaat. Deelname aan de Europese kampioenschappen voor atleten onder de 23 jaar, die dit jaar in Amsterdam zouden worden gehouden, was dan ook het doel waarop ze zich voor 2001 richtte. Dat doel werd gehaald.

### Meer blessures en minder motivatie
Inmiddels gooiden blessures, vooral in haar voeten, echter steeds vaker roet in het eten. Het leidde ertoe dat Meijer in Amsterdam niet in staat was om in de buurt te komen van haar beste scores. Een teleurstellende 16e plaats met een totaal van 5386 punten was het resultaat. Toen ze vervolgens opnieuw last kreeg van haar enkel en haar voet besloot ze om in het ziekenhuis in Utrecht foto's te laten maken. Daar bleek dat haar enkels niet meer goed waren en het leek haar onverstandig verder te gaan.

### Maatschappelijke carriere
In maart 2002 rondde Meijer haar studie af en ging zij als adviseur werken bij Torres PinkRoccade in Apeldoorn, het bedrijf waar ze eerder stage had gelopen. In januari 2008 startte zij als adviseur bij PricewaterhouseCoopers. In 2012 maakte zij de overstap naar het Flevoziekenhuis, om vervolgens in 2020 aan de slag te gaan als adviseur bij het adviesbureau M&I/Partners.

## Kampioenschappen

### Internationale kampioenschappen
| Onderdeel | Titel                       | Jaar |
| --------- | --------------------------- | ---- |
| zevenkamp | Europees kampioene junioren | 1997 |

### Nederlandse kampioenschappen
Outdoor
| Onderdeel | Jaar       |
| --------- | ---------- |
| zevenkamp | 1999, 2000 |

Indoor
| Onderdeel | Jaar       |
| --------- | ---------- |
| vijfkamp  | 1999, 2001 |

## Persoonlijke records
Outdoor
| Onderdeel    | Prestatie | Datum        | Plaats    |
| ------------ | --------- | ------------ | --------- |
| 100 m horden | 14,27 s   | 6 mei 1997   | Gouda     |
| hoogspringen | 1,85 m    | 28 mei 1995  | Emmeloord |
| verspringen  | 5,92 m    | 31 mei 1998  | Götzis    |
| kogelstoten  | 14,80 m   | 13 juni 1998 | Vught     |
| speerwerpen  | 45,52 m   | 20 mei 2001  | Emmen     |
| zevenkamp    | 5.914 p   | 31 mei 1998  | Götzis    |

Indoor
| Onderdeel    | Prestatie | Datum            | Plaats   |
| ------------ | --------- | ---------------- | -------- |
| 400 m        | 57,06 s   | 16 februari 1997 | Den Haag |
| 60 m horden  | 8,70 s    | 15 februari 1997 | Den Haag |
| hoogspringen | 1,75 m    | 26 januari 1997  | Zwolle   |
| verspringen  | 6,02 m    | 2 februari 1997  | Den Haag |
| kogelstoten  | 14,69 m   | 17 februari 2001 | Gent     |
| vijfkamp     | 4.198 p   | 26 januari 1997  | Zwolle   |

## Palmares

### 60 m horden
- 1997:  NK indoor - 8,72 s

### verspringen
- 1997:  NK indoor - 6,02 m

### kogelstoten
- 1999:  NK indoor - 14,31 m
- 1999:  NK - 14,57 m
- 2001:  NK indoor - 14,69 m

### zevenkamp
- 1997:  EJK - 5882 p
- 1999:  NK meerkamp - 5398 p
- 2000:  NK meerkamp - 5764 p
- 2001: 16e EK U23 - 5386 p

## Onderscheidingen
- KNAU jeugdatlete van het jaar (Fanny Blankers-Koen plaquette) - 1996, 1997, 1998